# Jeu du gratte-ciel
Pour les articles homonymes, voir Gratte-ciel (homonymie).
Le jeu du gratte-ciel (skyscrapers en anglais) est un jeu mathématique de logique qui utilise une grille carrée de dimension 3 x 3 jusqu'à 8 x 8. Le but du jeu est de remplir la grille de chiffres symbolisant les hauteurs d'immeubles qui doivent toutes être différentes sur une ligne ou colonne. Des indices, rares ou nombreux suivant la difficulté de la grille, précisent le nombre d'immeubles visibles du point de vue de l'indice. Ce jeu est régulièrement présenté aux  championnats du monde de jeu de logique (en).

## Présentation

### Origine
Ce jeu a pour origine les problèmes de type carré latin. C'est une création japonaise. Il est révélé lors des premiers championnats du monde de jeux de logique en 1992 à New York quand l'éditeur japonais Senkai Bunka-sha présente aux compétiteurs une édition anglaise de sa revue de problèmes de logique Puzzler.  Il est ensuite présenté aux championnats du monde des jeux de logique organisés par Worl Puzzle Federation (WPC). En France on trouve des grilles du jeu dans le magazine Démineur et compagnie, ainsi que dans la revue Sciences et Vie Junior en décembre 2000, janvier 2001 et février 2001. Bernard Novelli et Martin Rivière éditent un livre 100 grilles de jeu du  gratte-ciel  et des grilles paraissent  dans les revues Jeux et Stratégie et les hors séries spécial jeux du magazine scientifique La Recherche. De nombreux sites proposent des grilles de ce jeu.  

### Description
Une grille carrée représente un quartier d’une ville occupé par des immeubles à étages. Chaque ligne et chaque colonne de cette grille est occupée par des immeubles possédant un nombre d’étages différents allant de 1 à N, N étant la taille de la grille. Par exemple pour une grille 4 x 4, chaque ligne et chaque colonne devra contenir les chiffres 1,2,3 et 4 représentant les immeubles. Un immeuble est le seul de sa hauteur sur la ligne et la colonne qu’il occupe. 
Des indices à l’extérieur de la grille indiquent le nombre d’immeubles vus de ce point de vue. Sachant qu’un immeuble cache derrière lui tous les immeubles plus petits, on ne pourra pas voir un immeuble de 1 ou 2 étages situés derrière un immeuble de 3 étages d’un certain point de vue. Les indices doivent mener à une solution unique.
Le but du jeu est de trouver la disposition des immeubles dans la grille à partir des indices extérieurs à la grille.
La taille des grilles varie généralement de 4 x 4 à 8 x 8.

## Exemple
Exemple de grille problème :
|   | 4 | 1 | 3 | 2 |   |
| 2 |   |   |   |   | 2 |
| 3 |   |   |   |   | 1 |
| 2 |   |   |   |   | 2 |
| 1 |   |   |   |   | 3 |
|   | 1 | 2 | 2 | 2 |   |

Dont voici la solution :
|   | 4 | 1 | 3 | 2 |   |
| 2 | 1 | 4 | 2 | 3 | 2 |
| 3 | 2 | 1 | 3 | 4 | 1 |
| 2 | 3 | 2 | 4 | 1 | 2 |
| 1 | 4 | 3 | 1 | 2 | 3 |
|   | 1 | 2 | 2 | 2 |   |

## Méthodes de résolution

### Eléments de méthode de résolution
Un indice 1 implique d'avoir le plus grand immeuble en première position sur cette ligne ou colonne.
Un indice N (N étant la taille de la grille) implique de voir tous les immeubles et donc d'avoir une gradation dans leur disposition. Exemple de la colonne 1 sur notre grille.
Un indice 2 indique que le plus grand immeuble ne peut se trouver dans la première case de la ligne ou colonne considérée. De la même façon le plus grand immeuble de la ligne ou colonne ne peut se trouver dans les deux premières cases en face d'un indice 3.
On remplit la grille ainsi petit à petit en n'oubliant pas qu'un chiffre donné n'apparaît qu'une fois dans une ligne ou colonne.
Il est conseillé de chercher d'abord à positionner les immeubles les plus hauts.

### Utilisation des nombres candidats
Pour résoudre des grilles plus difficiles avec peu d'indices il peut être utile d'utiliser les "nombres candidats" qui sont, pour chaque case, les nombres possibles pour cette case. Par le raisonnement on arrive à éliminer suffisamment de candidats pour qu'il n'en reste qu'un dans une case ou bien qu'un candidat se retrouve seul dans une ligne ou une colonne.    

## Variantes
De nombreuses variantes de ce jeu existent :

### Variante "parking"
Variante avec la présence d'une place de parking (cellule vide) dans chaque ligne et chaque colonne. Le nombre d'étages maximal sera donc de N-1, N étant la taille de la grille.
Exemple de grille "parking" :
|   | 1 |  |  |  |   |
| 3 |   |  |  |  |   |
|   |   |  |  |  | 2 |
|   |   |  |  |  |   |
|   |   |  |  |  | 2 |
|   |   |  |  |  |   |

Dont voici la solution :
|   | 1 |   |   |   |   |
| 3 | 0 | 1 | 2 | 3 |   |
|   | 3 | 0 | 1 | 2 | 2 |
|   | 1 | 2 | 3 | 0 |   |
|   | 2 | 3 | 0 | 1 | 2 |
|   |   |   |   |   |   |

### Variante Vupasvu
Variante VupasVu proposée par Bernard Novelli et Martin Rivière. Dans cette variante, les indices indiquent un immeuble que l'on voit si l'indice est normal ou bien que l'on ne voit pas si l'indice est barré, toujours en se référant du point de vue de l'indice..
Exemple de grille vupasvu :
|   |  | 2 |   |   |   |
|   |  |   |   |   |   |
|   |  |   |   |   | 1 |
| 1 |  |   |   |   | 2 |
|   |  |   |   |   |   |
|   |  | 3 | 3 | 2 |   |

Dont voici la solution :
|   |   | 2 |   |   |   |
|   | 3 | 2 | 4 | 1 |   |
|   | 4 | 1 | 3 | 2 | 1 |
| 1 | 1 | 4 | 2 | 3 | 2 |
|   | 2 | 3 | 1 | 4 |   |
|   |   | 3 | 3 | 2 |   |